# George Washington Wilson

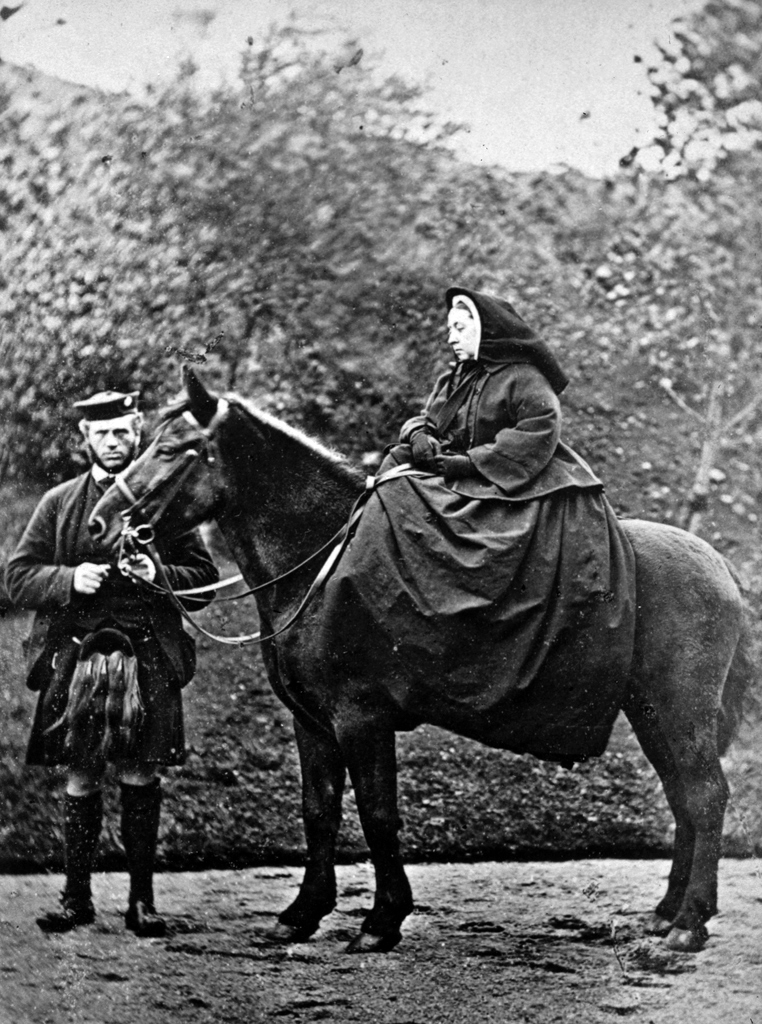
George Washington Wilson: Královna Viktorie na koni Fyvia se sluhou Johnem Brownem na zámku Balmoral, 1863; carte de visite, 9,2×6,1 cm; sbírka National Galleries of Scotland

George Washington Wilson (7. února 1823, Aberdeen, Spojené království – 9. března 1893) byl skotský pionýr fotografie a královský dvorní fotograf.

## Život a dílo
Po studiích umění v Edinburghu a Londýně se v roce 1849 vrátil do svého rodného města Aberdeen a založil firmu na pořizování portrétních miniatur. Soustředil se na bohaté rodiny v severovýchodním Irsku. Po několika letech průměrného úspěchu se v roce 1852 Wilson začal věnovat fotografování portrétů a založil vlastní portrétní studio s Johnem Hayem na ulici Crown č.p. 25 v Aberdeenu. Zde, již dobře rozvinutý technicky a obchodně, uzavřel prozíravě smlouvu na fotografování královské rodiny a zároveň fotodokumentaci budování hradu Balmoral v období 1854–1855. Etabloval se jako jeden z předních skotských fotografů pracující pro Královnu Viktorii a prince Alberta v roce 1860.
Byl průkopníkem vývoje technik pro fotografování mimo ateliér a hromadnou výrobou fotografických tisků, také zhotovoval stereosnímky, jejichž hlavním rysem byla jejich velmi krátká expozice. V 60. letech se stále věnoval portrétování a krajinářské fotografii. Podle jeho tvrzení z roku 1864 vyplývá, že prodal přes půl milionu výtisků.
Před svou smrtí firmu předal svým synům – Charlesi, Louisi a Johnu Hay Wilsonovým. Firma měla 40 zaměstnanců a byla jedním z největších vydavatelů fotografických tisků na světě. Ve své době konkurovala plodnému Jamesi Valentinovi, který měl velkou společnost v Dundee a cestovatelskému fotografovi Francisi Frithovi. Firma přežila až do roku 1908, kdy byla prodána v aukci.

## Sbírka
Dodnes se dochovalo více než 40 000 Wilsonových fotografických desek, a to především díky vyprání a odbornému chemickému ošetření. Aberdeen University má ve svých sbírkách 38 000 desek, které jim v roce 1958 daroval aberdeenský fotograf Archibald J. B. Strachan. Snímky se datují od konce padesátých let 19. století až do prvních let dvacátého století a týkají se nejen města Aberdeen a severovýchodního Skotska, ale celého Skotska a většiny Anglie, stejně jako části Wales a Severní Irsko, Gibraltar, Maroko, včetně Tanger, jižního Španělska, a (zejména) koloniální Jižní Afrika a Austrálie.

## Galerie

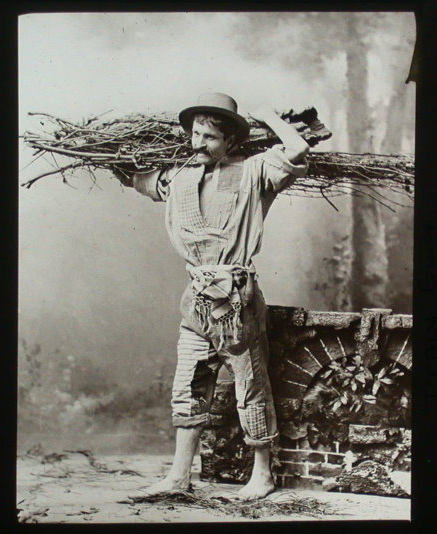
Rolník z Tuscany
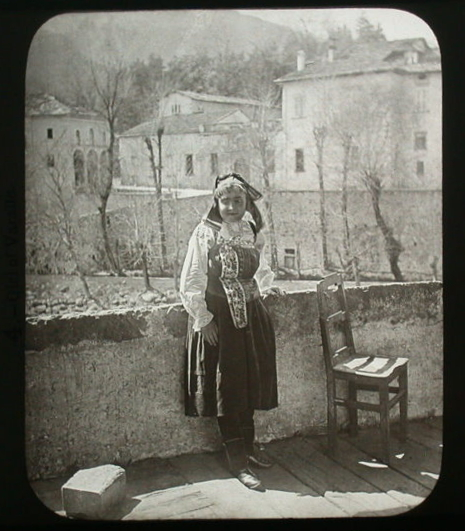
Žena ve Varallo, Itálie
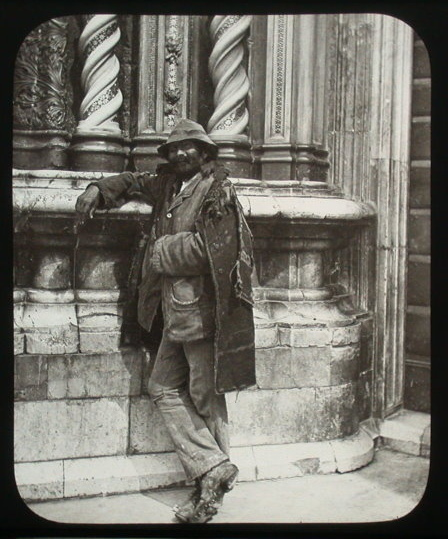
Žebrák v Orvieto, Itálie
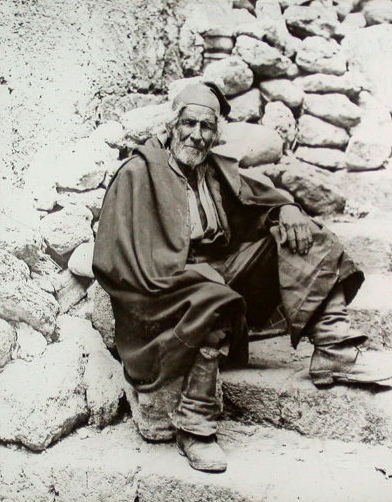
Starý muž, Sicílie
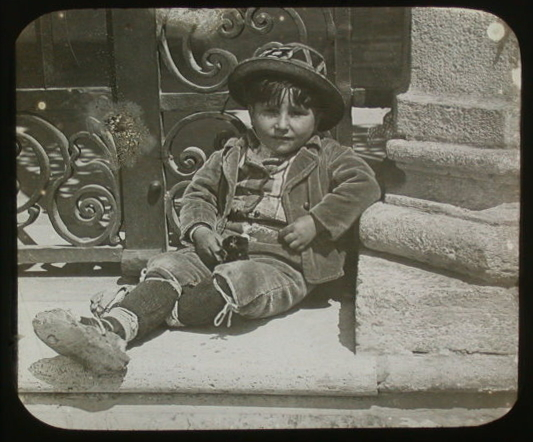
Chlapec v Římě
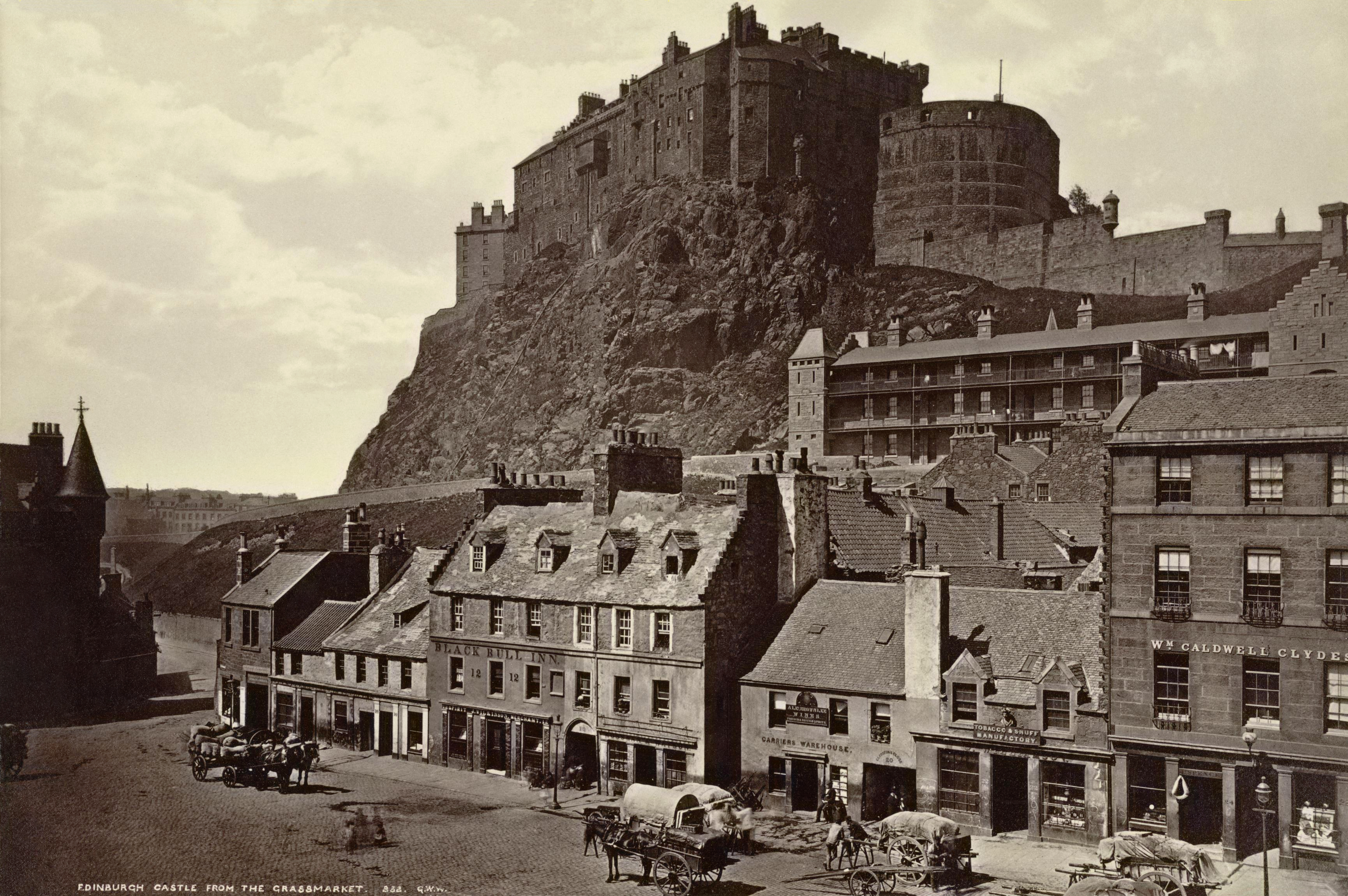
Edinburgh Castle from the Grass Market
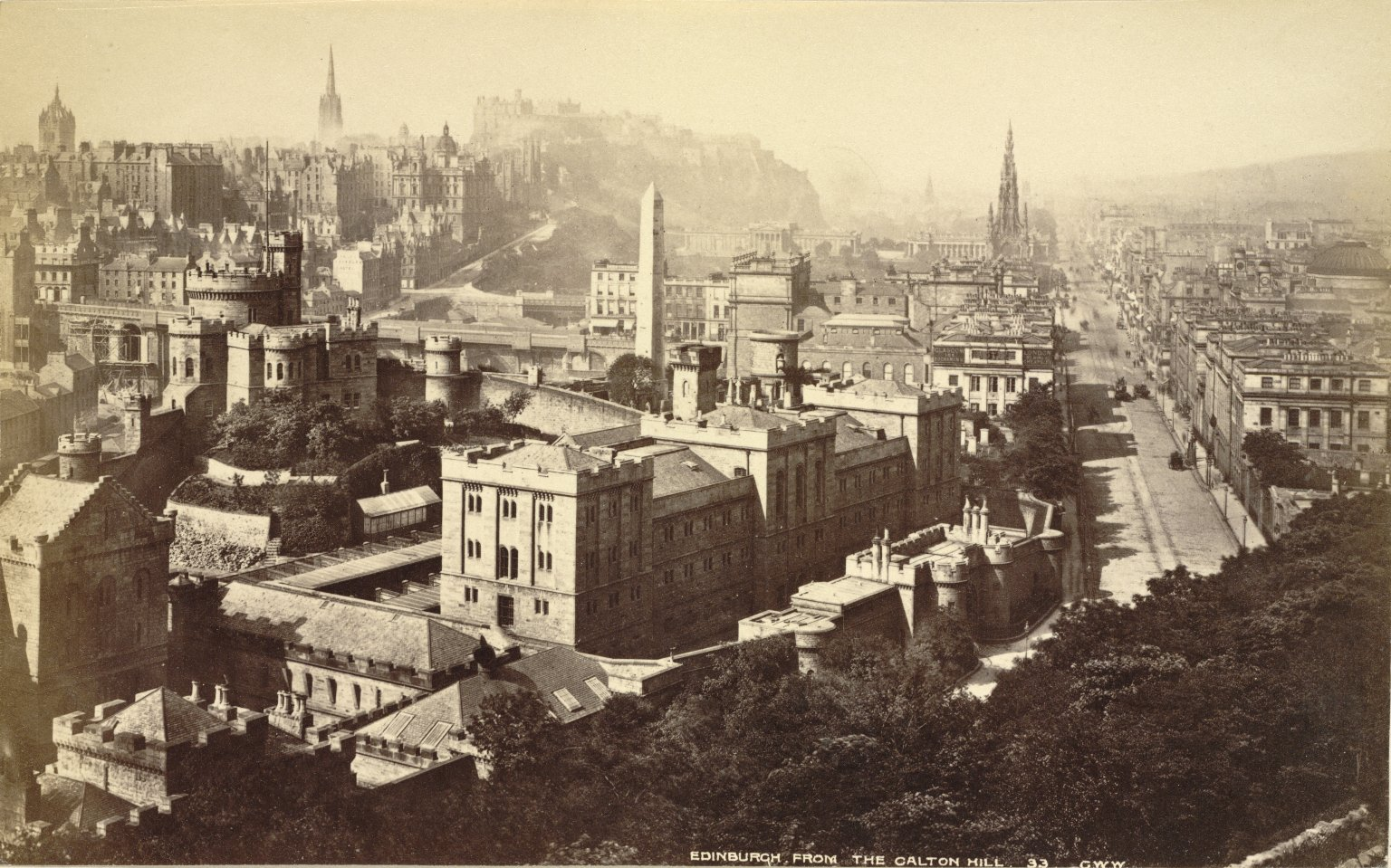
Edinburgh from Calton Hill
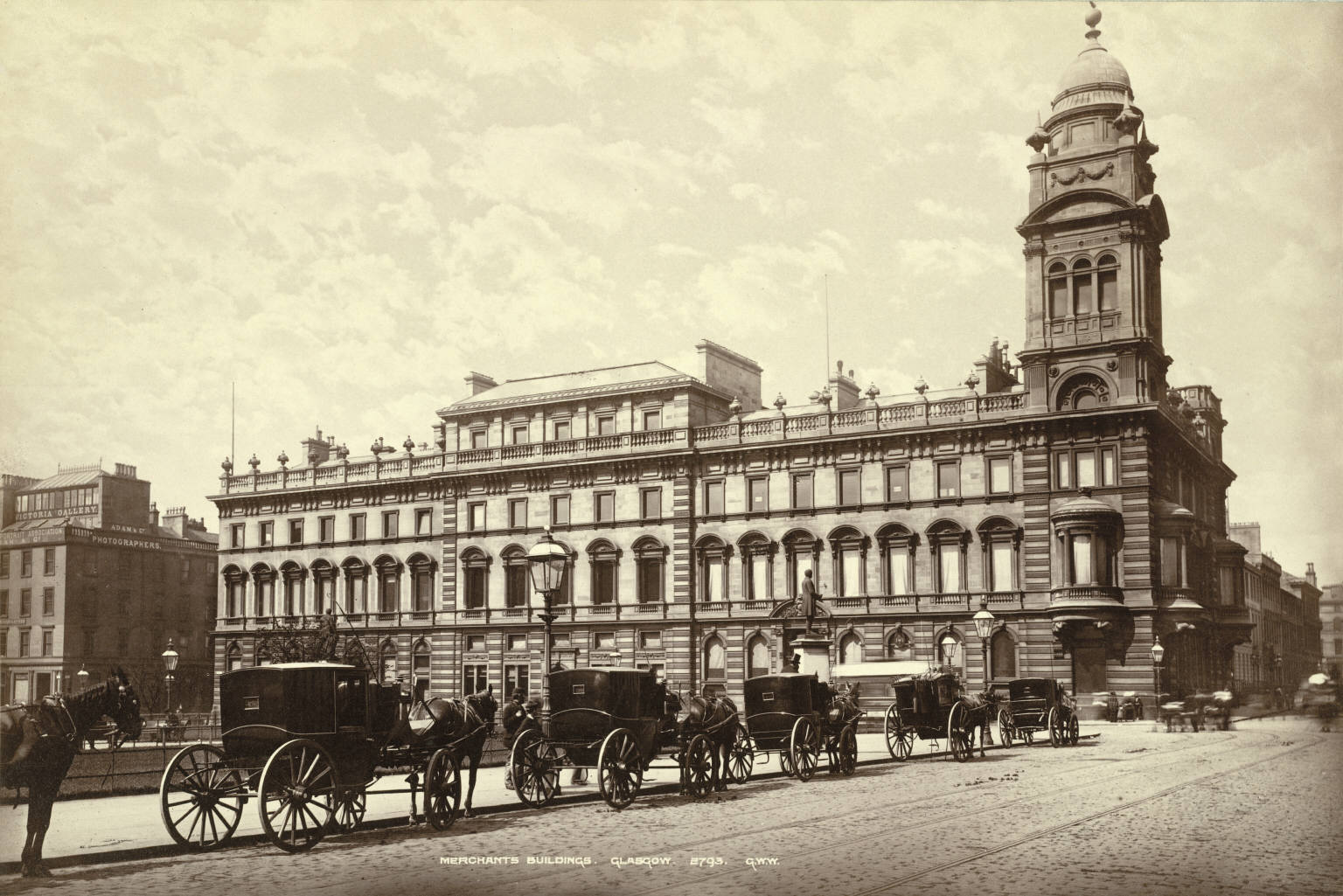
Glasgow. Merchants House
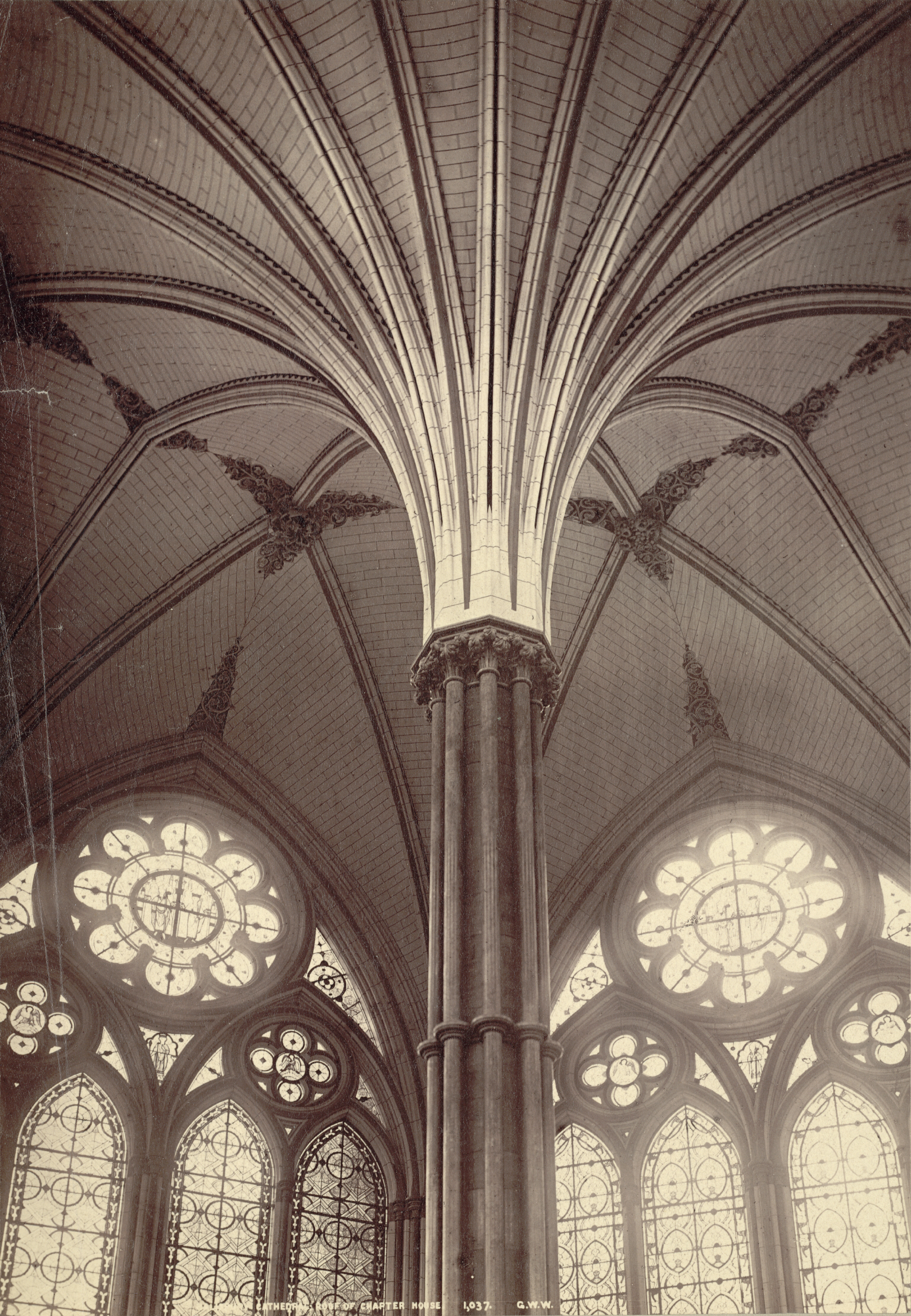
Salisbury Cathedral. Roof of the Chapter House, albuminový tisk